# Gundam Battle Online
Gundam Battle Online est un jeu vidéo d'action développé et édité par Bandai en juin 2001 sur Dreamcast. C'est une adaptation en jeu vidéo de la série basée sur l'anime Mobile Suit Gundam,.